# Tauragė
Tauragė (Duits: Tauroggen) is een industriestad in het westen van Litouwen en de hoofdstad van het district Tauragė. De stad heeft een inwonersaantal van 23.120 (2016). Tauragė ligt aan de rivier de Jūra, dicht bij de Russische grens van Oblast Kaliningrad en niet ver van de Oostzee. De stad verwierf zijn stadsrechten in 1932. Het wapen (zilveren hoorn met rode achtergrond) stamt uit 1997.
De stad kent een aantal opvallende gebouwen, waaronder het neogotische Radziwiłł paleis (momenteel bevindt zich een school en een museum in het kasteel) en meerdere kerken: de Lutherse (gebouwd in 1843), de Orthodoxe (1853) en de Katholieke kerk (1904).

## Partnersteden
- Bełchatów (Polen)